# フレスポ豊後大野
フレスポ豊後大野 (フレスポぶんごおおの) は、大分県豊後大野市三重町赤嶺にあるショッピングセンターである。

## テナント
- フレイン - スーパーマーケット (2017年7月21日開店) [1]
- ケーズデンキ - 家電[1]
- かどやクリーニング - クリーニング[1]
- ヨネザワ - メガネ
- 喜楽や - 定食 (2017年3月27日開店) [1]
- 西松屋 - ベビー・子供用品専門店

## 交通
- 自動車 - 国道326号沿い。JR九州豊肥本線三重町駅から車で5分。
- バス - 大野竹田バス今市バス停。